# Alphonse Juin
Alphonse Juin (ur. 16 grudnia 1888 w Annabie, zm. 27 stycznia 1967 w Paryżu) – marszałek Francji.
Alphonse Juin był jednym z dowódców francuskich podczas II wojny światowej. W latach 1951–1956 dowódca sił lądowych NATO w środkowej Europie.

## Do II wojny światowej
Urodził się w Annabie, w rodzinie żandarma. W 1912 ukończył słynną Szkołę wojskową Saint-Cyr. W 1914 został wysłany do Maroka.
Po wybuchu I wojny światowej został wysłany na front zachodni, gdzie w 1915 został poważnie ranny w prawą rękę. W wyniku odniesionej rany miał poważny niedowład prawej ręki. Od 1918 był członkiem francuskiej misji wojskowej w armii amerykańskiej. Od 1921 służył w wojskach kolonialnych w Tunezji, a następnie został ponownie wysłany do Maroka i walczył w wojnie o Rif.
W 1938 otrzymał awans na generała brygady, a w 1939 mianowano go dowódcą 15 Dywizji Zmotoryzowanej.

## II wojna światowa
W 1940 dostał się do niewoli niemieckiej po tym, jak jego dywizja została okrążona pod Lille. Do 1941 przebywał w Oflagu IV B Königstein. W 1941 został zwolniony z niewoli i mianowany naczelnym dowódcą wojsk francuskich w Afryce Północnej. W 1942 po wylądowaniu w Algierii wojsk aliantów został aresztowany przez członków ruchu oporu w Algierze i następnie przeszedł na ich stronę. W efekcie tego zdarzenia został mianowany dowódcą Francuskiego Korpusu Ekspedycyjnego, który był częścią amerykańskiej 5 armii, która brała udział w inwazji na Włochy w 1943 roku. Doświadczenie korpusu w walkach górskich było kluczowe przy przełamaniu Linii Gustawa. Po walkach żołnierze Korpusu, w zdecydowanej większości Marokańczycy, dopuścili się wielu przestępstw na miejscowej ludności, jak grabieże, podpalenia, gwałty, a nawet morderstwa. Juina oskarżono o to, że pozwolił na to, po tym jak dał 50 godzin odpoczynku swoim żołnierzom. W latach 1944–1947 szef sztabu generalnego.

Alphonse Juin tak powiedział o bierności Francji podczas klęski wrześniowej Polski w 1939: 

Można było wejść jak w masło w pozycje niemieckie, można było rozstrzygnąć wojnę w 1939 r. Trochę zdecydowania i charakteru. (…) Co za hańba, co za wstyd, co za głupota zarazem. To idealna sytuacja, wręcz modelowa, w której można było pobić przeciwnika, wychodząc na jego odsłonięte tyły. Przy tym zdrada wiernego przyjaciela.

## Lata powojenne
W 1946 został wysłany do Indochin, by negocjować wycofanie wojsk chińskich, okupujących północne Indochiny. W 1947 został generałem rezydentem Francji w Rabacie. W 1951 objął wysokie stanowisko w wojskowych strukturach NATO, którą pełnił do 1956. W międzyczasie w 1952 został mianowany marszałkiem Francji.
Był zdecydowanym przeciwnikiem przyznania niepodległości Maroku i Algierii. Odszedł z wojska w 1962 w proteście przeciwko przyznaniu niepodległości Algierii.
Był ostatnim jak dotąd żyjącym marszałkiem Francji. Po śmierci pochowany został w kościele Inwalidów.

## Odznaczenia
- Krzyż Wielki Legii Honorowej[1]
- Medal Wojskowy[1]
- Krzyż Wojenny 1914–1918[1]
- Krzyż Wojenny 1939–1945[1]
- Krzyż Wojenny TOE[1]
- Medal Kolonialny[1]
- Order Krzyża Grunwaldu I klasy[3]